# Vayres (Alto Vienne)
 Vayres  (en occitano Vairas) es una población y comuna francesa, situada en la región de Lemosín, departamento de Alto Vienne, en el distrito de Rochechouart y cantón de Rochechouart.

## Demografía
| 2 600                     | 2 448 | 1 583 | 1 787 | 2 007 | 2 010 | 2 194 | 2 228 | 2 208 | 2 083 | 2 156 | 1 934 | 1 958 | 2 076 | 2 160 | 2 233 | 2 252 | 2 210 | 2 193 | 2 136 | 1 967 | 1 922 | 1 719 | 1 692 | 1 574 | 1 503 | 1 565 | 1 388 | 1 127 | 991 | 946 | 873 | 826 |
| (Fuente: INSEE y Cassini) |       |       |       |       |       |       |       |       |       |       |       |       |       |       |       |       |       |       |       |       |       |       |       |       |       |       |       |       |     |     |     |     |